# Inversió (imatge)

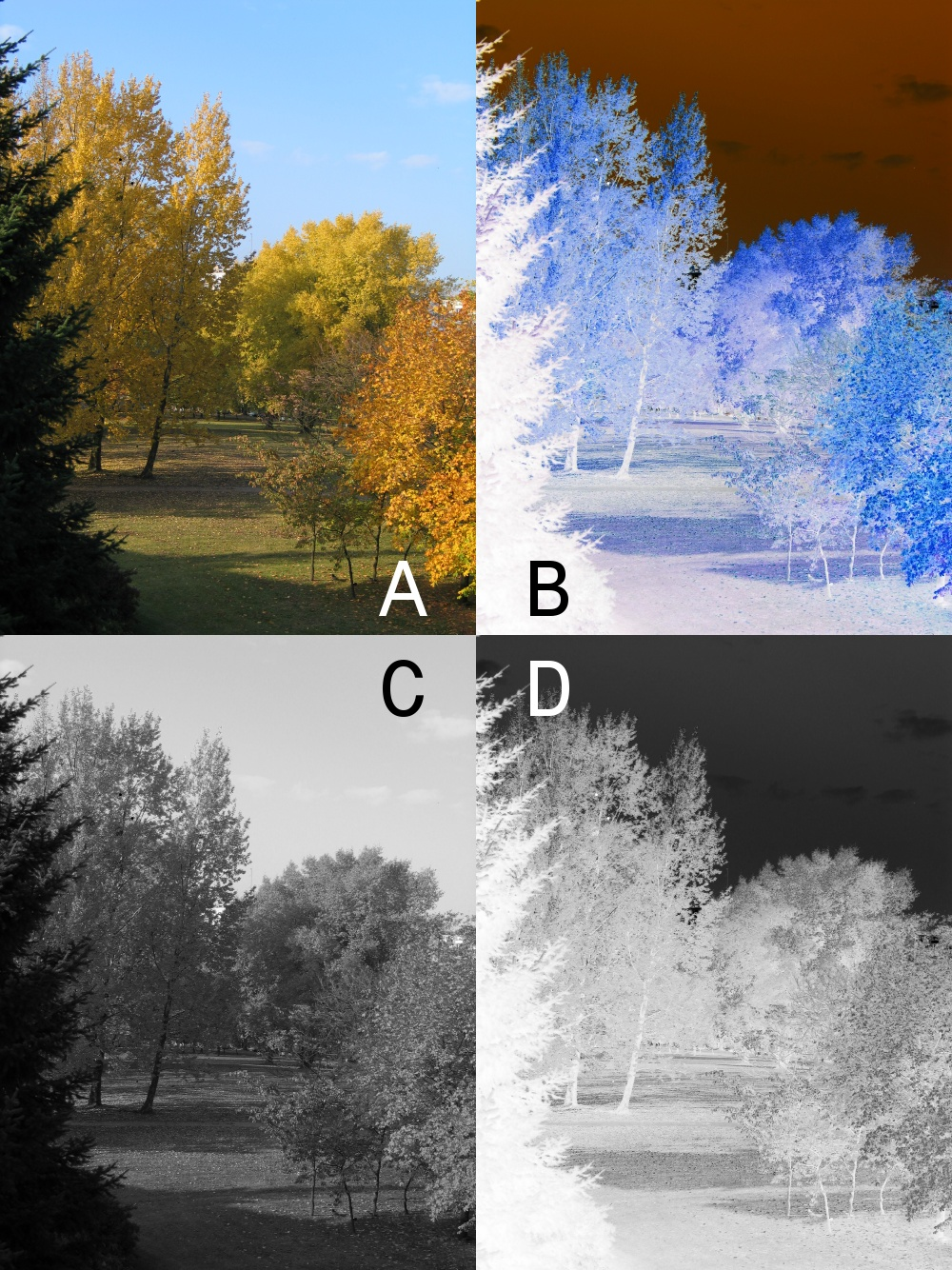
Imatges que mostren dues inversions de colors: a l'esquerra, dues fotos originals, i a la dreta la seva corresponent inversió.

En edició digital d'imatges, la inversió d'un color és la determinació del color oposat en aquest model de color. És una operació que afecta cada píxel, independentment dels seus veïns. La imatge inversa pot ser imaginada com el "negatiu" d'una imatge. En el cas del model de color RGB es determina el valor invers d'un color restant el valor del color original del valor màxim.

## Exemple numèric
Un píxel té els valors R(vermell)=55, G(verd)=128 y B(blau)=233 en una resolució de color de 255 (que correspon a una profunditat de color de 8 bits). L'invers d'aquest color és, doncs, el següent:
```
R = 255 - 55 = 200
G = 255 - 128 = 127 
B = 255 - 233 = 22

```